# Маркеловка
Маркеловка (укр. Маркелівка) — село в Овадновской сельской общине Владимирского района Волынской области Украины.
Население по переписи 2001 года составляет 97 человек. Почтовый индекс — 44720. Телефонный код — 3342. Занимает площадь 150 км².

## История
В 1946 году указом ПВС УССР село Марцеловка переименовано в Маркеловку.